# Magdalena Moshi
Magdalena Ruth Moshi (sinh ngày 30 tháng 11 năm 1990) là một vận động viên bơi lội người Tanzania. Tại Thế vận hội Mùa hè 2012, cô đã thi đấu ở nội dung 100 mét tự do nữ, về đích ở vị trí thứ 45 chung cuộc, không thể vượt qua vòng bán kết. Cô đã tham gia Thế vận hội Mùa hè 2016 trong nội dung tự do 50m, được xếp hạng 67 trong số 91 vận động viên, với thời gian 29,44 giây.

## Cuộc sống cá nhân
Moshi chuyển đến Adelaide ở Nam Úc vào năm 2010 để học Khoa học sức khỏe tại Đại học Adelaide và đang học để hoàn thành bằng Tiến sĩ Y khoa đồng thời chuẩn bị cho Thế vận hội Olympic 2016. Cô hy vọng sẽ trở lại Tanzania để làm việc về sinh lý hoặc sức khỏe cộng đồng.